# Bai Bibyaon Ligkayan Bigkay
Bai Bibyaon Ligkayan Bigkay (?-20 de noviembre de 2023) fue una líder y ecologista filipina de la etnia Lumad. Fue la primera y, hasta su fallecimiento, la única jefa en la historia del pueblo Manobo. Es defensora de los derechos de los pueblos indígenas y fue defensora de las tierras ancestrales Manobo y de la cordillera del Pantaron desde 1994. La cordillera del Pandaron alberga uno de los bosques vírgenes más grandes que quedan en las Filipinas. La cordillera también suministra el agua de los principales ríos de Mindanao, incluyendo el río Mindanao, el río Pulangi, el río Dávao , el río Tagoloan, y los principales afluentes del río Agusan. Bigkay recibe el Bai honorífico que está reservado para las mujeres de estado de Mindanao y Bibyaon es el título de Bigkay como jefa de su tribu.
Estuvo entre los dirigentes que se opusieron a las operaciones de tala destructiva que destruirían las tierras ancestrales Manobo en Talaingod, Dávao del Norte.
Bigkay recibió el Gawad Tandang Sora de la Universidad de las Filipinas en 2017 por su liderazgo en la lucha de los pueblos indígenas por los derechos humanos y dignidad. Fue aclamada como la "Tandang Sora del campo… la Madre de los Lumads que inspira la revolución del pueblo filipino por la autodeterminación nacional y la libertad."
También fue reconocida como la ganadora más distinguida del 5.º Gawad Bayani ng Kalikasan  (Premio al Héroe del medioambiente) en 2018.